# Phantasini
Phantasini – plemię chrząszczy z rodziny kózkowatych i z podrodziny zgrzypikowych. 

## Zasięg występowania
Przedstawiciele tego plemienia występują w Afryce Subsaharyjskiej od Republiki Środkowoafrykańskiej i Somalii na płn. po RPA na płd.

## Systematyka
Do Phantasini należy się 13 gatunków i 3 rodzaje:
- Acanthesthes
- Phantasis
- Trichophantasis